# Arena Alto Adige
L'Arena Alto Adige (in tedesco Südtirol Arena) è lo stadio di biathlon di Rasun Anterselva, in provincia di Bolzano (Italia). Nel 2026 la struttura ospiterà le gare di biathlon ai XXV Giochi olimpici invernali di Milano e Cortina d'Ampezzo, con il nome di Anterselva Biathlon Arena.

## Storia
L'impianto, iniziato a costruire nel 1969 e aperto nel 1971, ha da allora regolarmente ospitato una tappa della Coppa del Mondo di biathlon, oltre che sei edizioni dei Mondiali (1975, 1976, 1983, 1995, 2007 e 2020) e due edizioni dei Mondiali juniores (1975 e 1983).
In occasione dei Mondiali del 2007, nel periodo di gare, si sono avuti 117.000 spettatori, con punte di 23.000 nella giornata di sabato 10 febbraio.
Nel contesto dei XXV Giochi olimpici invernali di Milano e Cortina d'Ampezzo del 2026 l'impianto, con il nome di Anterselva Biathlon Arena, ospiterà dall'8 al 21 tutte le competizioni di biathlon.

## Luogo

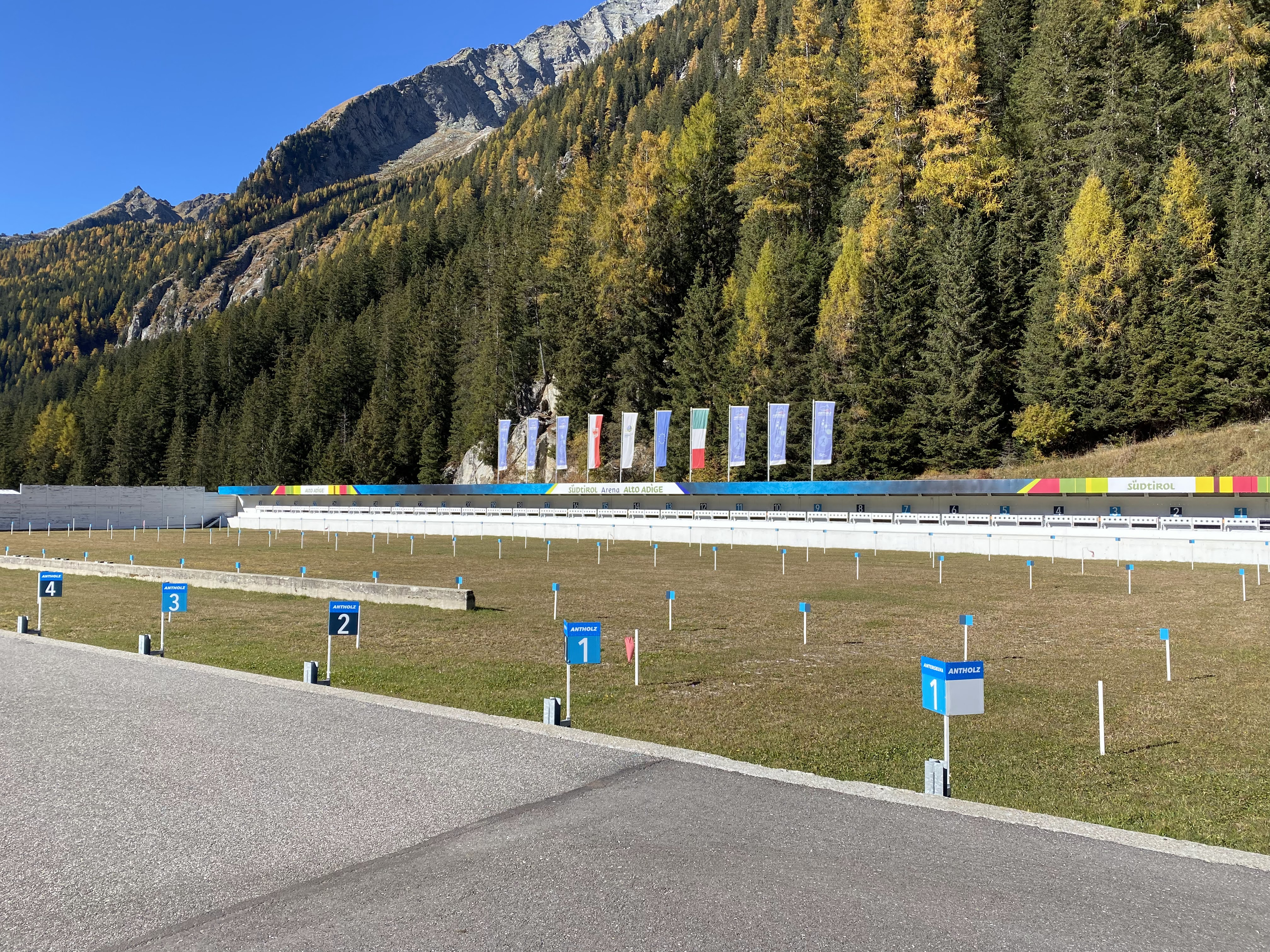
Il poligono di tiro

La struttura si trova alla fine della Valle di Anterselva (laterale della Val Pusteria) ad un'altezza di 1600 m s.l.m., nei pressi del lago di Anterselva.

## Costruzione dello stadio
Per i Mondiali del 2007 lo stadio venne rimodernato (a partire dal 2006): la tribuna per gli spettatori fu ingrandita e venne costruita una palazzina per i giudici da gara. La spesa totale fu di 6,9 milioni di euro. Un ulteriore ammodernamento è in corso per ospitare, nel 2026, le gare delle olimpiadi invernali di Milano-Cortina 2026.